# Dynastes satanas
Dynastes satanas är en art av skalbaggar som beskrevs av Julius Moser 1909. Den ingår i släktet herkulesbaggar, och familjen Dynastidae. Inga underarter finns listade i Catalogue of Life.